# Camillo von Maliszewski
Camillo Otto Hans Alfred von Maliszewski (* 10. Dezember 1836 in Berlin; † 6. Februar 1908 in Kassel) war ein preußischer Generalmajor.

## Leben

### Herkunft
Er war der Sohn des späteren preußischen Generals der Infanterie Ferdinand von Maliszewski (1790–1877) und dessen Ehefrau Adelheid Philippine Sigismunde Sidonie Karoline, geborene Gans zu Putlitz (1801–1851).

### Militärkarriere
Maliszewski trat aus dem Kadettenkorps kommend am 29. April 1854 als Sekondeleutnant in das 2. Garde-Regiment zu Fuß der Preußischen Armee ein. Mit seiner Beförderung zum Premierleutnant folgte am 23. Februar 1861 seine Versetzung in das 4. Garde-Regiment zu Fuß. Zeitgleich kommandierte man ihn bis zum 17. Juni 1864 als Adjutant zur Kommandantur Berlin. Im Anschluss daran nahm Maliszewski als Adjutant des Generalkommandos des 3. kombinierten Armee-Korps in Jütland am Krieg gegen Dänemark teil. Im Dezember 1864 kehrte er dann auf seinen Posten bei der Kommandantur zurück. Nach dem Deutschen Krieg wurde Maliszewski mit seiner Beförderung zum Hauptmann als Kompaniechef in das Infanterie-Regiment Nr. 86 nach Halle (Saale). Hier kommandierte er die 1. Kompanie, mit der Maliszewski 1870 auch in den Krieg gegen Frankreich zog. Bei Beaumont wurde er verwundet und mit dem Eisernen Kreuz II. Klasse ausgezeichnet.
Nach dem Krieg stieg Maliszewski zum Major auf und kommandierte vom 24. Juni 1878 bis zum 10. Dezember 1883 das I. Bataillon in Flensburg. Anschließend wurde er als Oberstleutnant und etatsmäßiger Stabsoffizier nach Straßburg in das 1. Rheinische Infanterie-Regiment Nr. 25 versetzt. Unter Stellung à la suite des 2. Badischen Grenadier-Regiments „Kaiser Wilhelm I.“ Nr. 110 beauftragte man ihn am 22. März 1887 mit der Führung dieses Verbandes. Am 14. Mai 1887 wurde Maliszewski Oberst und zeitgleich zum Regimentskommandeur ernannt. Unter Verleihung des Charakters als Generalmajor wurde er am 24. März 1890 zu den Offizieren von der Armee versetzt und am 30. April 1890 zur Disposition gestellt.
Nach seiner Verabschiedung nahm er seinen Wohnsitz in Wehlheiden.

### Familie
Maliszewski hatte sich am 28. Mai 1870 in Halle mit Oda Freiin von Münchhausen verheiratet.